# Gang dell'Ingiustizia
La Gang dell'Ingiustizia (anche nota come la Gang dell'Ingiustizia del Mondo; dall'inglese Injustice Gang o Injustice Gang of the World), è un gruppo di super criminali immaginari dell'Universo DC. Sono gli antagonisti della Justice League of America.

## Prima formazione
I membri originali della Gang dell'Ingiustizia comprendevano:
- Libra
- Chronos (David Clinton)
- Mirror Master (Sam Scudder)
- Poison Ivy
- Spaventapasseri
- Ladro di Ombre
- Uomo Tatuato (Abel Tarrant)

Verso la fine della loro prima comparsa, fu rivelato che la loro intera operazione era una grossa finta del loro organizzatore, Libra, per testare un dispositivo per rubare i poteri. Una serie di dispositivi furono dati ai criminali come "Piano-B": in caso che fossero stati sconfitto dagli eroi avrebbero potuto assorbire metà dei poteri della JLA e trasferirlo a Libra. Soddisfatti del risultato, rivoltò questo dispositivo verso l'intero universo, sperando di diventare un dio. Invece, fu Libra ad essere assorbito nell'universo, letteralmente disintegrandosi e diffondendo la sua essenza in tutto il cosmo. Successivamente, la JLA modificò l'androide Amazo per riprendere i loro poteri perduti.
Il criminale Costrutto rimise insieme il gruppo escludendo il Ladro di Ombre, così come Wonder Woman sotto controllo mentale; Costrutto fu distrutto e sembrò venire distrutto anche il satellite della Gang dell'Ingiustizia. Successivamente, Abra Kadabra riformò la gang nuovamente con gli stessi membri quando l'alieno Ultraa causò la perdita dei poteri dei supereroi mentre le abilità dei criminali incrementarono. Questa volta, la Gang riuscì a irrompere nel quartier generale della League a Happy Harbor, Rhode Island, ma furono di nuovo sconfitti.
In una storia tra la prima e la seconda comparsa della Gang dell'Ingiustizia di Libra ma pubblicata più recentemente, comparve un'altra versione del gruppo, e i membri di questo gruppo inclusero:
- Capitan Boomerang
- Floronic Man
- I.Q.
- Squalo (Karshon)
- Ocean Master
- Abra Kadabra

Nonostante fosse stata distrutta in una storia precedente, il satellite della Gang dell'Ingiustizia ricomparve durante la miniserie Crisi infinita, ora uno squallido club per criminali che ne avevano bisogno. Era anche un luogo di affari per una gang di super criminali mercenari guidati dal Calcolatore. Nella miniserie, Merlyn, il criminale nemesi di Freccia Verde, affermò apertamente la sua derisione riguardo al nome Gang dell'Ingiustizia, dicendo "Alcuni cercano di essere un po' più professionali". Il satellite comparve anche nel primo crossover tra la DC e la Marvel, quando Lex Luthor e il Dottor Octopus lo utilizzarono come luogo da cui ricattare il mondo, con soli Superman e l'Uomo Ragno a sconfiggerli.

## Seconda formazione
L'incarnazione successiva della squadra comparve nella storia Rock of Ages della serie JLA, nei numeri da 10 a 15. Questa squadra era formata da uno specchio della JLA di quell'epoca, in cui ogni nemico era un membro corrispondente di ogni membro della Justice League. Lex Luthor affermò che formò la Gang dell'Ingiustizia in risposta alla creazione della nuova League, mentre percepiva le League precedenti come leggeri disturbi al massimo, vide la leadership di Superman come "Superman che lancia il guanto di sfida". I suoi membri inclusero:
- Lex Luthor
- Joker
- Circe
- Dottor Light
- Mirror Master
- Ocean Master
- Jemm

Tuttavia, la squadra ebbe dei problemi fin dall'inizio; Jemm si trovava nella squadra solo perché Luthor lo teneva sotto controllo mentale grazie alla Pietra Filosofale, e Mirror Master abbandonò la squadra quando Batman gli offrì di pagarlo il doppio di quanto gli avesse dato Luthor. Dato che Luthor prese questo assalto come un'"acquisizione aziendale", cercò di manipolare le "nuove leve" della League nelle forme di Lanterna Verde, Freccia Verde e il nuovo eroe, Aztek perché tradissero la Justice League. Anche se Rayner ignorò l'offerta, Hawke sembrò venire sedotto da Circe facendogli credere che la League lo guardasse dall'alto in basso, mentre Luthor rivelò di essere stato il supporto finanziario dietro la creazione dell'armatura di Aztek. Luthor intendeva costringere la League a sciogliersi e successivamente metterne su una sotto il suo controllo. Tuttavia, grazie a Plastic Man che si infiltrò nella squadra mascherato da Joker, per affinarsi con l'inabilità di Luthor di capire le vere motivazioni dell'eroismo (il che significa che aveva sottovalutato cosa avrebbe fatto per vincere l'alleanza di Freccia Verde), la League fu in grado di sventare i piani di Luthor, successivamente prendendo la Pietra dopo aver sconfitto i membri della Gang. Sfortunatamente, non si poterono accusare di niente in quanto la Gang non aveva causato un vero danno - il Joker aveva ritrovato temporaneamente la sanità mentale e utilizzando il Worloggog per disfare la distruzione che avevano causato durante il loro primo attacco - costringendo la League a lasciarli a piede libero.
Luthor riformò la squadra nella storia World War III (JLA dal n. 36 al n. 41) con nuovi membri. Questa squadra non cercò di essere un'immagine speculare della Justice League ma invece consistette di criminali che furono la minaccia maggiore per la JLA in passato. La squadra incluse:
- Queen Bee
- Generale Wade Eiling
- Prometheus

Fu rapidamente rivelato che la nuova Gang dell'Ingiustizia fu manipolata dall'antica superarma Mageddon per mantenere occupata la League, mentre Lex Luthor servì da "emissario involontario" di Mageddon. Dopo che Martian Manhunter e Lanterna Verde furono in grado di attraversare la presa di Mageddon su Luthor, Acciaio, Plastic Man, Big Barda e Wonder Woman misero fuori gioco Queen Bee, mentre Superman, Orion, Martian Manhunter e Sturmer furono in grado di intrappolare il Generale in un limbo scoperto da Prometheus. Batman sconfisse Prometheus dopo aver riprogrammato il suo elmetto - normalmente in grado di dargli abilità combattive dei più grandi 30 artisti marziali al mondo - per donargli le abilità motorie di Stephen Hawking.

## In altri media

### Televisione
- Nell'episodio Una banda pericolosa (prima parte) della serie animata Justice League, la squadra era composta da Cheetah, Copperhead, Solomon Grundy, L'Ombra, Star Sapphire, Ultra-Humanite ed era guidata da Lex Luthor. Furono traditi da Ultra-Humanite quando Batman si offrì di donare il doppio di quanto gli offrì Luthor al canale televisivo culturale. Dopo che Copperhead fu arrestato, il Joker si unì alla squadra. Una nuova squadra, descritta nell'episodio Un mistero di nome Aresia, fu successivamente guidata da Aresia e incluse Copperhead, Solomon Grundy, L'Ombra, Star Sapphire e Tsukuri, anche se il piano di Aresia incluse la gassificazione dei membri maschili della squadra. Anche se la sua squadra non fu mai chiamata Gang dell'Ingiustizia, L'Ombra si riferì con questo nome al gruppo nell'episodio Secret Society della seconda stagione.
- La versione della Gang nella serie televisiva Smallville comparve nell'episodio "Injustice"., sebbene il nome "Gang dell'Ingiustizia" non fu utilizzato nell'episodio in sé. Livewire, Neutron, Plastique, Rudy Jones ed Eva Greer ne furono i membri. Il team fu messo insieme da Tess Mercer per rintracciare Doomsday. Dopo che Tess Mercer divenne presidente della LuthorCorp, spense la fabbrica Black Creek, e molti metaumani fuggirono. Cominciò quindi a reclutarli per formare una sua squadra, iniziando reclutando Bette Sans Souci. Prima che Tess potesse reclutarla, Bette fece saltare in aria l'autobus su cui c'era Tess per evitare che andasse a Belle Reve. Quando Randy Klein cominciò a uccidere le persone per emulare gli assassinii di Doomsday, fu fermato da Clark Kent e arrestato. Tess inviò la sua assistente, Eva per andare a ricattarlo e convincerlo a provare che non fosse lui il serial killer. Neutron fu ucciso da Doomsday mentre Livewire, che era con lui, sopravvisse. Lei domandò di lasciare il gruppo, così il Parassita le rubasse i poteri. Quindi, Tess la uccise usando un chip esplosivo impiantato nel suo cranio. A Clark fu detto da Eva che aveva un suo chip attivato. Quando lo disse anche al Parassita e a Plastique, i due riuscirono a disabilitarli e cercarono di mettere su un loro gruppo di criminali, ma furono sconfitti da Clark e Freccia Verde.

### Videogiochi
- In Mortal Kombat vs DC Universe, Lex Luthor reclutò Catwoman, Deathstroke e Joker per aiutare la Justice League a sconfiggere DarkKahn.
- Si fa riferimento alla Gang dell'Ingiustizia in Batman: Arkham Asylum in un giornale che ne accerta il ritorno.
- La Gang dell'Ingiustizia compare in Scribblenauts Unmasked: A DC Comics Adventure e funge da antagonista principale del gioco. Guidati da Brainiac, la lista comprende Lex Luthor, Joker, Cheetah, il Professor Zoom, Sinestro, Ocean Master e i doppioni malvagi degli Scribblenauts. Ci sono altri criminali che compaiono al loro fianco, inclusi Harley Quinn, Poison Ivy, lo Spaventapasseri, Metallo, Larfleeze, Mr. Zsasz, Mister Mxyzptlk, il Generale Zod, Doomsday, l'Anti-Monitor, Darkseid, Deathstroke, Deadshot e Amazo.